# Корабль морского контроля
| Корабль морского контроля | Корабль морского контроля |
| ------------------------- | ------------------------- |
|                           |                           |

Корабль контроля над морем (Sea Control Ship, SCS) — концепция небольшого авианосца, разработанная в ВМС США под руководством начальника военно-морских операций Элмо Замволта в 1970-х годах. Задумывался как эскортное судно, обеспечивающее авиационную поддержку конвоев. Концепция был отвергнута после сокращения бюджета ВМС США.
Корабли предполагалось оснансить истребителями Rockwell XFV-12 и противолодочными вертолётами. Одной из функций корабля контроля над морем было проведение противолодочных операций.

## Концепция
В конце 1960-х годов исследования ВМС США выявили потенциальную потребность в крупномасштабных конвоях в случае войны с Советским Союзом. Чтобы компенсировать нехватку кораблей сопровождения, предлагалось восполнить пробел вертолетами, действующими с малых вертолетоносцев. Когда в 1970 году Элмо Звмволт стал начальником военно-морских операций, он ухватился за идею небольших вертолетоносцев в рамках своего плана «Высокий-низкий», согласно которому будет построено большое количество более дешевых кораблей с меньшими возможностями в дополнение к существующим дорогим кораблям с большими возможностями. Предложенный малый авианосец, получивший название Sea Control Ship (SCS), должен был обеспечивать непрерывное воздушное прикрытие двух противолодочных вертолетов и одного бортового вертолета дальнего радиолокационного обнаружения, а также нести истребители вертикального взлета и посадки для перехвата советских самолетов стратегической авиации (типа Ту-95), слежки за конвоями и наведения на них подводных лодок и надводных кораблей. Необходимая авиагруппа состояла из 14 вертолетов и трёх истребителей вертикального взлета и посадки, таких как AV-8 Harrier. Была надежда, что стоимость серийного СКС составит 100 млн долларов за единицу, что составляло восьмую часть стоимости полноразмерного авианосца.
Предложенная конструкция имела полное водоизмещение 14 000 т и длину 190 м. Двигательная установка состояла из двух газовых турбин General Electric LM2500 мощностью 45 000 л. с. с приводом на один вал, который обеспечивал скорость 26 узлов. Вооружение было ограничено двумя артиллерийскими установками Phalanx для защиты от противокорабельных ракет.

## Экспериментальный корабль контроля за морем
В 1971 году в качестве опытового судна был выбран универсальный десантный корабль «Гуам». Испытания начались 18 января 1972 года. В 1974 году корабль совершил выход в Атлантический океан. Авиагруппу составили истребители AV-8A Harrier и противолодочные вертолёты SH-3 Sea King. Испытания завершились в июле 1974 года, после чего «Гуам» вернулся к роли десантного корабля.

## Связанные корабли

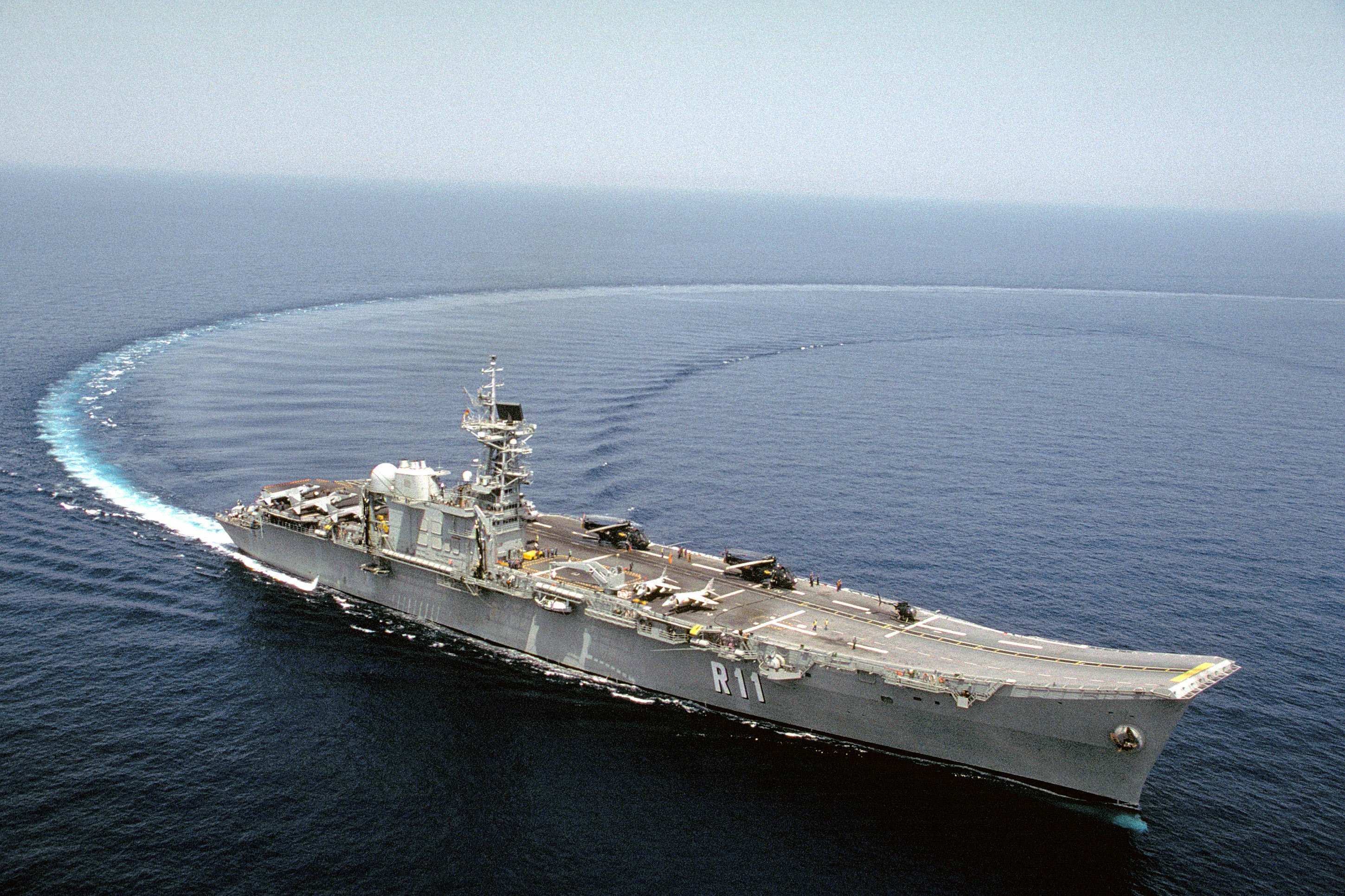
Испанский авианосец Principe de Asturias был основан на оригинальном проекте Sea Control Ship.

СКМ были меньше, чем большинство флотских авианосцев, и эта концепция была подхвачена странами, которым нужны были недорогие авианосцы. Испанский Príncipe de Asturias и его меньший собрат, таиландский HTMS Chakri Naruebet были построены на базе проекта СКМ с добавленным трамплином, и предназначались для аналогичной роли.

## Дальнейшее чтение
- Mullane, USN, Lt. Cmdr. Paul N. (March 1973). Sea Control (PDF). Naval Aviation News: 42–43. Дата обращения: 30 августа 2008.